# Tripes à la mode de Caen

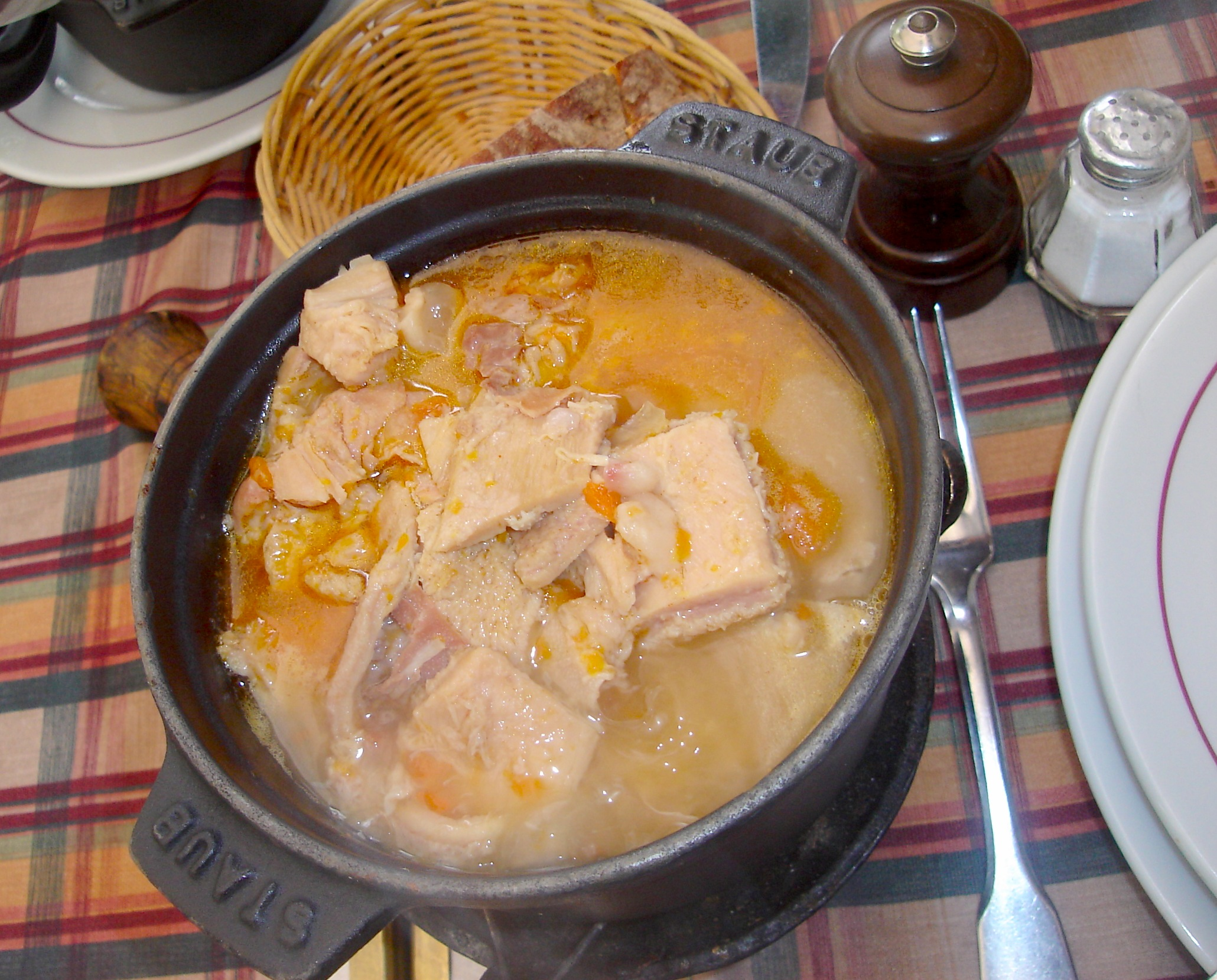
Tripes à la mode de Caen

Tripes à la mode de Caen ist ein Kuttelgericht aus der Normandie, das vom Benediktinermönch Sidoine Benoît im 14. Jahrhundert erfunden worden sein soll.
Zur Zubereitung werden Kutteln mit Porree, Zwiebeln, Karotten, Kalbsfüßen, Knoblauch und Kräutern in einen feuerfesten Topf geschichtet (zuunterst Gemüse, zuoberst Kalbsfüße), mit einer Mischung aus Cidre, Calvados und Hühnerbrühe bedeckt, mit Scheiben von Rinderfett belegt und für zehn bis zwölf Stunden im Backofen bei mäßiger Temperatur geschmort. Nach Entfernen der Kalbsfüße und des Gemüses werden die Tripes heiß mit Weißbrot serviert.